# Zig és Sharko
A Zig és Sharko (franciául: Zig et Sharko) francia rajzfilmsorozat, amelyet Olivier Jean-Marie rendezett.
A sorozat főszereplői Zig, egy barna hiéna, és Sharko, egy nagy fehér cápa, akik egy vulkanikus szigeten élnek. Kettejük között konfliktus áll, ugyanis Zig mindig meg akarja enni Marinát, egy sellőt, akit Sharko szeret. A szereplők nem beszélnek, hanem különféle hangokkal és gesztusokkal kommunikálnak. A sorozatot Franciaországban 2010. december 21-én a Canal+, míg Magyarországon 2023-ban az RTL+, 2025 március 14-én a Kölyökklub is bemutatta. A Zig és Sharko a Netflixen is elérhető.
2018 decemberében bejelentették, hogy készül a harmadik évad.

## YouTube-csatorna
2015. május 6.-án indult a Zig és Sharko hivatalos YouTube-csatornája, amelyen mind a három évad epizódjai elérhetőek. A csatorna válogatásokat is készített. 2020 novemberében a csatornának 10 millió feliratkozója volt, ezáltal egyike a 10 legtöbb feliratkozóval rendelkező YouTube-csatornáknak.
2020 novemberében az első évad hatvanhetedik epizódja (a The Were-Hyena) volt a legnézettebb epizód, több mint 99 millió megtekintéssel. The most-viewed compilation have 118 million views.
A csatorna megkapta a YouTube "Diamond Play Button" díját is, a tízmillió feliratkozóhoz.

## Fogadtatás
Az IMDb-n 6.8 pontot ért el a tízből.
A sorozat egyik epizódja az 51. Nemzetközi Annecy Filmfesztiválon is elindult.